# مزدا ناواجو

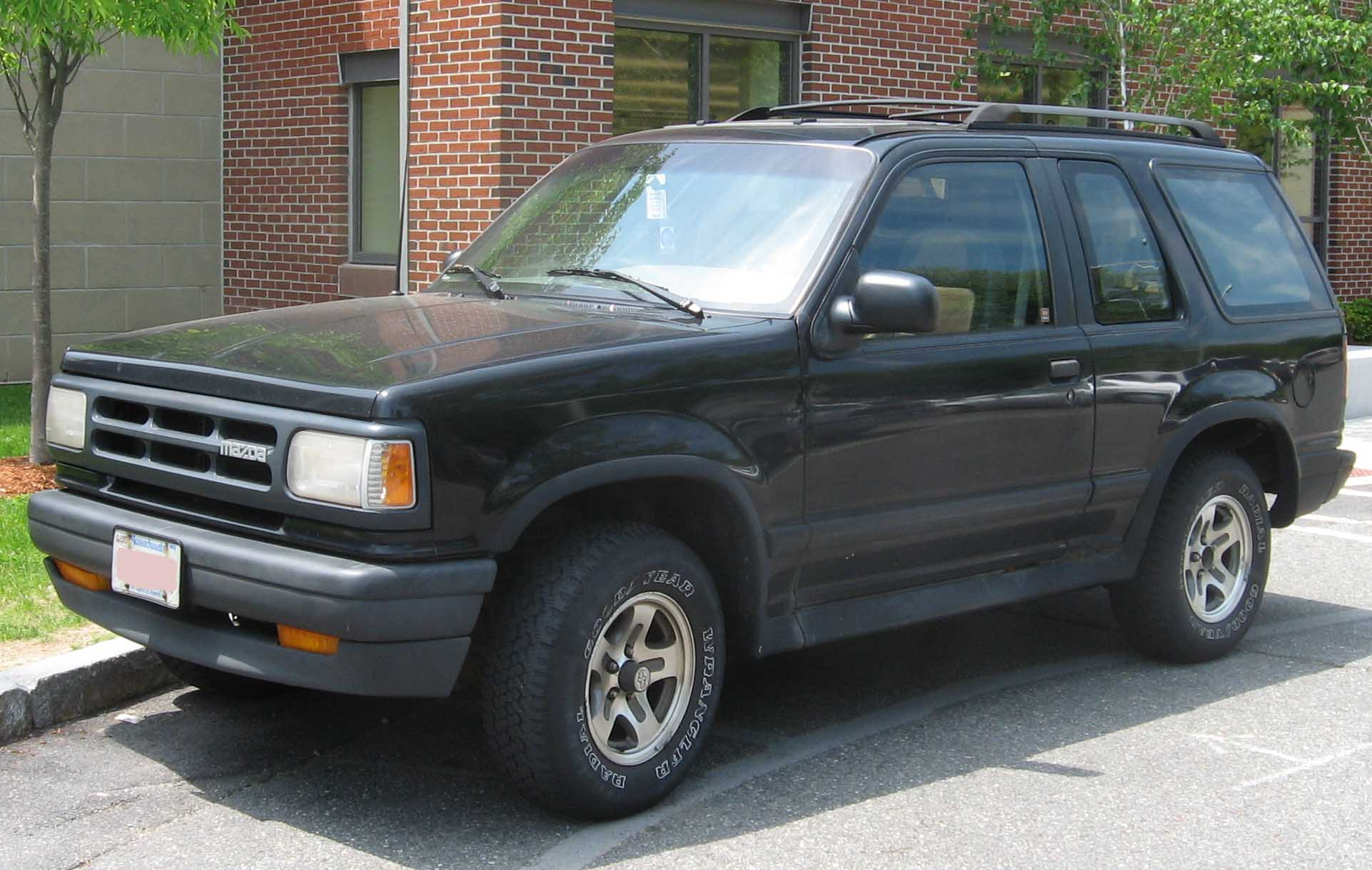

مزدا ناواجو (Mazda Navajo) خودرویی است که در سال‌های ۱۹۹۱–۱۹۹۴در لویی ویل تولید شده‌است. 
این خودرو در کلاس کامپکت اس‌یووی قرار گرفته، طراحی آن موتور جلو، توزیع نیروی پیشران و خودرو چهار چرخ محرک بوده است. سیستم جعبه‌دندهٔ آن ۵ دنده به دو صورت خودکار و دستی است.